# 1992년 선댄스 영화제
제8회 선댄스 영화제는 1992년 1월 16일에 열린 시상식이다.

## 수상 및 후보

### 심사위원대상(미국 드라마)
- 인 더 수프 - 알렉산드러 록웰 수상
- 흑백 - 보리스 프루민
- 데스퍼레이트 - 리코 마티네즈
- 아버지와 아들 - 폴 몬스
- 쉐드와 트루디 - 알리슨 앤더슨
- 시간과 시대 - 크리스토퍼 먼치
- 조조 앳 더 게이트 오브 더 라이온스 - 브리타 소그렌
- 조니 수에드 - 톰 디칠로
- 점핑 앳 더 본야드 - Jeff Stanzler
- 리빙 엔드 - 그렉 아라키
- 야성녀 아이비 - 캣 쉐어
- 저수지의 개들 - 쿠엔틴 타란티노
- 썸 디바인 윈드 - Roddy Bogawa
- 스타 타임 - 알렉산더 카시니
- 졸도 - 톰 칼린
- 더 튠 - 빌 플림튼
- 워터댄스 - 닐 지메네즈 외 1인
- 금지된 사랑 - 안소니 드라전

### 심사위원대상(미국 다큐멘터리)
- 브리프 히스토리 오브 타임 - 에롤 모리스 수상
- 파인딩 크리스타 - 카밀 빌롭스 수상
- 어사이럼 - Joan Churchill
- 브라더스 키퍼 - 조 벨링거 외 1인
- 컬러 어저스트먼트 - Marlon Riggs
- 딥 블루스 - 로버트 머그게
- 인 서치 오브 아워 파더스 - 마코 윌리엄스
- 인랜드 씨 - 루실 카라
- 순진한 관광객 - 레스 블랑크
- 인티메이트 스트레인저 - 앨런 벌리너
- 라스트 이미지스 오브 워 - 스티븐 올슨 외 1인
- 락 스프 - 레치 코왈스키
- 촬영을 위한 콘텐츠 - 트린 T. 민하
- 테크쿠아 이카치 - 제임스 대너퀴움테와 외 2인
- 웨어 알 위? - 제프리 프리드먼 외 1인

### 각본상(미국 드라마)
- 워터댄스 - 닐 지메네즈 수상

### 심사위원특별상(미국 드라마)
- 시간과 시대 - 크리스토퍼 먼치 수상

### 심사위원특별상(미국 다큐멘터리)
- 마이 크레지 라이프 - Jean-Pierre Gorin 수상

### 관객상 - 단편
- 브라더스 키퍼 - 조 벨링거 수상
- 워터댄스 - 닐 지메네즈 수상

### 필름메이커 트로피
- 브리프 히스토리 오브 타임 - 에롤 모리스 수상
- 금지된 사랑 - 안소니 드라전 수상

### 촬영상
- 촬영을 위한 콘텐츠 - 트린 T. 민하 수상
- 졸도 - 엘렌 쿠라스 수상